# Punta Purvis
La punta Purvis (en inglés: Purvis Point) es un cabo ubicado en el noreste de la isla Gran Malvina en las Islas Malvinas. Forma la entrada este al puerto Purvis. Se encuentra cerca del sureste de la isla Borbón, sobre las aguas del seno de Borbón y enfrentada a la punta Ave María. El pequeño estrecho que une Puerto Purvis con el mar abierto es denominada en la toponimia británica como Purvis Narrows.